# Pécsi Ifjúsági Központ
Koordináták: é. sz. 46° 03′ 55″, k. h. 18° 12′ 19″46.065278°N 18.205278°E

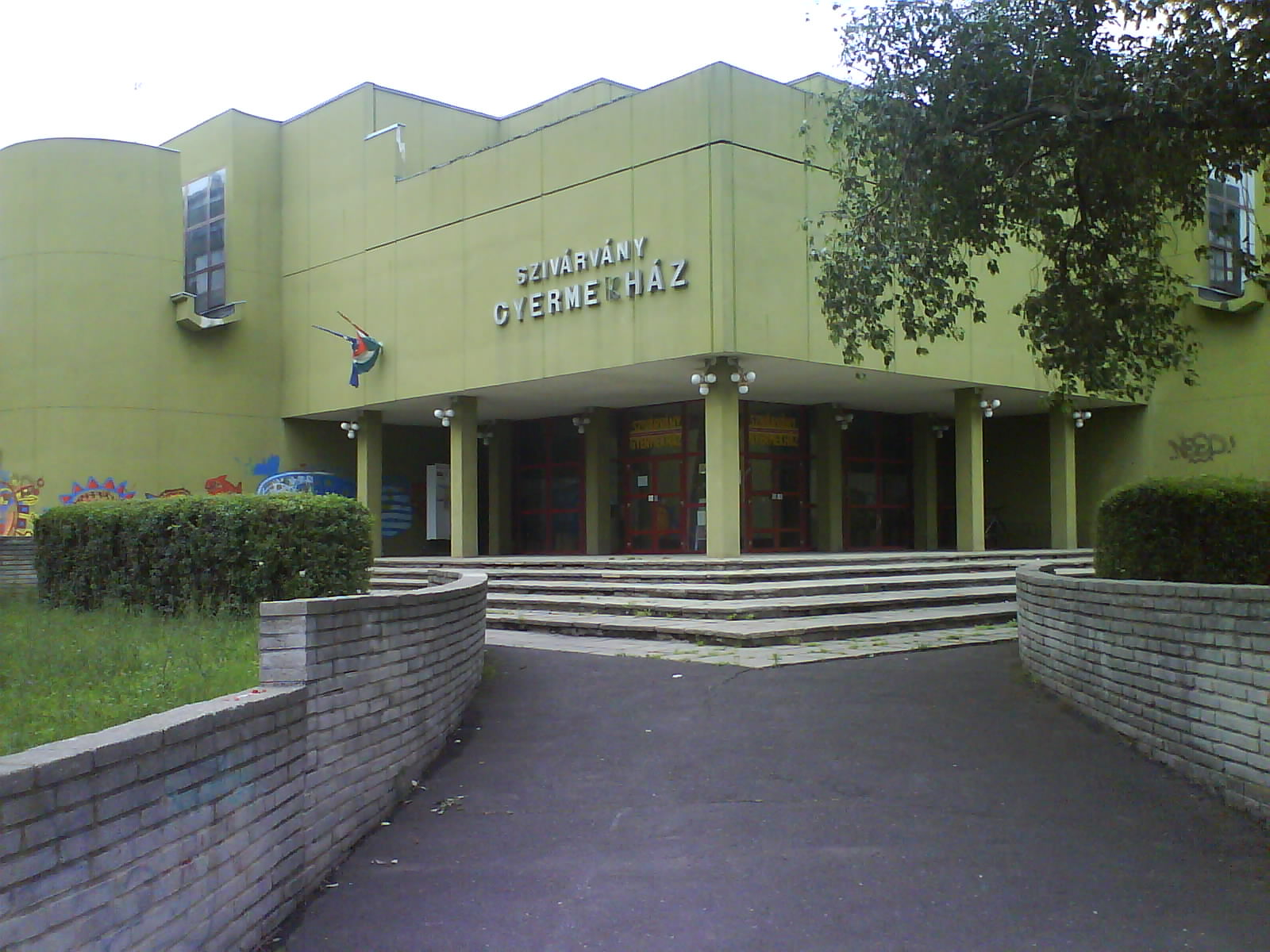
A Szivárvány gyermekház épülete Uránvárosban

A Pécsi Ifjúsági Központ a város és Baranya vármegye legnagyobb művelődési intézménye, melynek nyolc egysége egymásra épülő rendszerben biztosít kultúrával és szórakozással kapcsolatos programokat. Az intézményben 35 művészeti, hobbi- és szabadidős csoport működik.

## Szivárvány Gyermekház
A gyermek és ifjúsági korosztály szórakoztatására jött létre a gyermekház. Itt székel a Pécsi Ifjúsági Színjátszó Társulat is, amely a Pécsi Országos Diákszínjátszó Találkozón arany minősítést kapott, meghívást kapott jelentős fesztiválokra, mint a Pécsi Országos Színházi Találkozó és a Madách Imre Irodalmi és Színjátszó Napok. Itt a zsűri fődíjjal jutalmazta a társulatot.

## Közlekedési Park
Pécsett az Uránvárosban ismerkedhetnek kisebbek és nagyobbak a közlekedési szabályokkal, elkerített helyen, biztonságos körülmények között. A közlekedési Park a gyermek korosztályok részére biztosítja játékos formában a közlekedési ismeretek elsajátítását és gyakorlati alkalmazását.

## Gyermektáborok
A Balatonfenyvesen működő három gyermektáborba nyaranta szerveznek utazásokat diákok számára.

## Mecseki kisvasút
Az 570 méteres (Magyarország legrövidebb kisvasútja) pályát 1962. augusztus 20-án adták át. Azóta folyamatosan üzemel, az 1960 augusztusában megnyílt Pécsi Állatkert a vidámpark között. Szándékosan úgy építették, hogy minél ívesebb, kanyargósabb legyen. 
A vasút mozdonya egy igazi ritkaság, egy aszimmetrikus C-50-es.

## Pécsi Vidámpark
A pécsi városi vidámpark 1961-ben épült Dömörkapun a Mecsek tetején, egy 5 hektáros erdőben. A vidámpark egy része "retro" szerűen őrzi a 60-as évek hangulatát. Az üzemeltető, aki annak idején tíz évre írt alá a várossal, azt vállalta, hogy évente beszerez egy új nagyjátékot, egyet pedig felújíttat. A vidámpark területén szokták minden évben megrendezni a pécsi Earthdance fesztivált. A park 2011-ben végleg bezárt, 2014-ben lebontották, csak a pénztár-és büféépület maradt meg.

## Ifjúsági Ház
A központban a középiskolások, az egyetemisták és annál idősebbek számára zenei koncerteket, táncházakat, ismeretterjesztő programokat, pódiumműsorokat, és színházi előadásokat szoktak tartani. A nagy koncertterem 300 fő, míg a kisterem ("Billentyű") 100 fő befogadására alkalmas. Az épületben rendszeresek a különböző témájú galériák is.

### Állandó csoportok
- Borklub

A klub 6 éve, havi rendszerességgel működik, Környei Béla vezetésével. A mintegy 80 fős tagság foglalkozásait szakmai jellegű programok, borbemutatók is színesítik. A bemutatkozó pincészetek a szőlőtermeléstől a borpalackozásig bemutatják a termelési folyamatokat. A Baranyában működő borutak egy-egy "állomáshelyének" megismerése a Fehérborút és a Vörösborút is része volt klubéletnek. A találkozók szakmai fórumként is működnek, hiszen sok termelő van tagjaik között.
- Fiatal Írók Alkotó Köre

Az irodalom és a vers kedvelői alakították Pécsen 2007-ben, Balogh Robert író vezetésével. Hetente a magukkal hozott "alkotásokat" elemzik, beszélik meg. A csoport "nagy elődjeinek" tekintik a 70-es 80-as évek újdonságait és a gondolati szabadság eszméit követő írókat, mint Meliorisz Béla, Pálinkás György, Csordás Gábor, és Parti Nagy Lajos.
- EuroDance Tánc és modellstúdió

A táncstúdió 1989-ben alakult Rovó Attila Nívó-díjas táncpedagógus vezetésével. Már az első években országos bajnoki címeket szerzett a stúdió, illetve világbajnoki ötödik és hatodik helyezéseket. A stúdió változatos stílusokban dolgozik: A hiphop, funky, show- és musical-táncok. Kezdetben középiskolásokból és egyetemistából állt a stúdió, mely ma már több generációból áll. Jeszenszky Endre táncpedagógus tanár útmutatásai alapján felépült egy óvodás kortól az érett felnőtt korig tartó modern táncképzés Pécsett.
- Képzőművészeti Műhely

Több mint három évtizede a város legjobb művésztanárai oktatnak a műhelyben különböző tudásszintű csoportokban. Évente egy alkalommal a műhelyben készült legjobb munkák a nagyközönség elé kerülnek, az IH Galéria kiállításán.
- Pécsi Vonósok

A zenekar 1975-ben alakult azzal a céllal, hogy összefogja a Pécsett élő illetve tanuló amatőr vonósokat. Rendszeresen adnak Pécsett és környékén egyházi, világi, ismeretterjesztő és gyermek-hangversenyeket. 2003 óta a Pécsi Advent rendezvénysorozat kiemelt résztvevője.
Többször is koncerteztek külföldön, például Horvátországban, a finn Lahtiban, az osztrák Grazban, a lengyel Krakkóban, az amerikai Seattle-ben, Bulgáriában, és Szerbiában is. Kapcsolatainak köszönhetően külföldi kamarazenekarok, szimfonikus zenekarok és kórusok látogattak el Pécsre. A Veszprémi XIII. Országos Kamarazenekari Fesztiválon 2003-ban az Editio Musica különdíját, 2005-ben pedig Kőszegen Vas megye Önkormányzata különdíját nyerték el.
A „Pécsi Vonósok” nevet 2006. május 16-án tartott hangversenyük óta használják. Repertoárjukban a zenekar jellege miatt a barokk művek élveznek elsőbbséget, de minden zenei korszakból szívesen játszanak. A közkedvelt európai zeneszerzők művei mellett kevésbé ismert szerzők darabjai, valamint filmzenék és könnyűzenei átiratok is megtalálhatók műsorukban.
- Sziporka Gyermekszínpad

A színpad művészeti vezetője N. Szabó Sándor és Unger Pálma. A meseirodalom legismertebb, legkedvesebb meséit dolgozzák fel, adják elő a város óvodás és általános iskolás gyerekeinek nagy sikerrel. Minden év szeptemberében új mesedarabot tanulnak, amit a következő év elején 10-12 előadáson bemutatnak.
- Tanac Táncegyüttes

Az együttes 1988 októberében alakult, Sárosácz Mihály és Szávai József kezdeményezésére, a Pécs környéki horvát falvak fiataljaiból. Első célja mindig a magyarországi horvátok néphagyományainak gyűjtése, bemutatása és megőrzése.